# Baaora quadrimaculata
Baaora quadrimaculata är en insektsart som beskrevs av Hu och Kuoh 1991. Baaora quadrimaculata ingår i släktet Baaora och familjen dvärgstritar. Inga underarter finns listade i Catalogue of Life.